# Filantropia (film)
Filantropia (rum. Filantropica) – francusko-rumuński komediodramat z 2002 roku w reżyserii Nae Caranfila. Film został wyselekcjonowany jako oficjalny kandydat Rumunii do Oscara dla najlepszego filmu nieanglojęzycznego, nie otrzymał jednak nominacji.

## Fabuła
Głównym bohaterem jest Ovidiu (Mircea Diaconu), nauczyciel w szkole średniej, który stara się dorobić do pensji, pracując dla Pepe (Gheorghe Dinica) kierującego zorganizowaną grupą żebraków.

## Obsada
- Nae Caranfil jako Śpiewak karaoke
- Viorica Voda jako Diana
- Mircea Diaconu jako Ovidiu
- Gheorghe Dinică jako Pepe
- Mara Nicolescu jako Miruna
- Ovidiu Niculescu jako Ospatarul
- Monica Ghiuta jako Matka
- Constantin Draganescu jako Tatal
- Marius Florea Vizante jako Simpaticul
- Florin Călinescu jako on sam
- Valentin Popescu